# 软刚毛红丝线
软刚毛红丝线（学名：Lycianthes macrodon var. mollitersetosa）为茄科红丝线属下的一个变种。

## 扩展阅读
- 維基物種上的相關：软刚毛红丝线